# Replicas
Replicas (bra: Cópias - De Volta à Vida; prt: Réplicas) é um filme estadunidense de 2018, dos gêneros ficção científica e suspense, dirigido por Jeffrey Nachmanoff, com roteiro de Chad St. John e história de Stephen Hamel. O filme é estrelado por Keanu Reeves, Alice Eve e Thomas Middleditch.
Foi exibido no Festival Internacional de Cinema Night Visions na Finlândia em novembro de 2018, e foi lançado nos cinemas nos Estados Unidos em 11 de janeiro de 2019, pela Entertainment Studios Motion Pictures. O filme recebeu resenhas negativas dos críticos, que criticaram o roteiro, buracos na trama, CGI e atuação; tornou-se também uma box-office bomb.

## Sinopse
O filme conta a história de um neurocientista que viola a lei e a bioética para trazer seus familiares de volta à vida após eles morrerem em um acidente de carro.

## Elenco
- Keanu Reeves como William Foster
- Alice Eve como Mona Foster
- Thomas Middleditch como Ed Whittle
- John Ortiz como Jones
- Nyasha Hatendi como Scott
- Emily Alyn Lind como Sophie Foster
- Emjay Anthony como Matt Foster
- Aria Leabu como Zoe Foster

## Lançamento
O filme foi vendido para a Entertainment Studios por US$ 4 milhões, após uma exibição privada no Festival Internacional de Cinema de Toronto de 2017. Foi então lançado nos Estados Unidos em 11 de janeiro de 2019, em Portugal, em 14 de março de 2019, e no Brasil, em 18 de abril de 2019. O estúdio gastou US$ 10,5 milhões anunciando o filme.

## Recepção

### Bilheteria
Replicas arrecadou US$ 4 milhões nos Estados Unidos e Canadá, e US$ 5,3 milhões em outros territórios, para um total mundial de US$ 9,3 milhões, contra um orçamento de produção de US$ 30 milhões.

### Resposta da crítica
No site agregador de críticas Rotten Tomatoes, 9% das 56 resenhas dos críticos são positivas, com uma classificação média de 3,2/10. O consenso do site diz: "Partes iguais de buracos na trama e risadas não intencionais, Replicas é uma excursão de ficção científica pesadamente fraca que nem é ruim o suficiente para ser tão ruim que é boa." O Metacritic, que usa uma média ponderada, atribuiu ao filme uma pontuação de 19 em 100, baseado em 15 críticos, indicando "antipatia esmagadora". O público consultado pelo CinemaScore deu ao filme uma nota média de "C" em uma escala de A+ a F.